# Ебе Шварц
Ебе Шварц (на датски: Ebbe Schwartz; 3 май 1901 – 19 октомври 1964) е датски футболен деятел.

## Кариера
- президент на Датската футболна асоциация в периода от 1950 – 1964 г.
- президент на УЕФА в периода от 1954 – 1962 г.[1]
- вицепрезидент и член на изпълнителния комитет на ФИФА в периода от 1962 – 1964 г.